# Hovacris
Hovacris is een geslacht van rechtvleugeligen uit de familie doornsprinkhanen (Tetrigidae). De wetenschappelijke naam van dit geslacht is voor het eerst geldig gepubliceerd in 1929 door Rehn.

## Soorten
Het geslacht Hovacris  is monotypisch en omvat slechts de volgende soort:
- Hovacris undulata (Rehn, 1929)